# Sporting de Gijón
A Sporting Gijón egy spanyol labdarúgócsapat, mely jelenleg a spanyol második osztályban szerepel. A klubot 1905. június 1-jén alapították. Ismert becenevük a Rojiblancók, amely piros-fehéreket jelent (a szintén első osztályú Atlético Madrid becenevei közé is tartozik ez, a két klub hasonló meze miatt). A Sporting rendelkezik Spanyolországban a legrégebb óta használt futballstadionnal. Az El Molinónt 1908 óta használja a Sporting. A stadion a mellette elhelyezkedő öreg szélmalomról kapta a nevét.

## Történelem
A klubot 1905-ben alapították Sporting Gijonés néven és Anselmo López lett az első elnöke. 1912-ben XIII. Alfonz király elfogadta a klub királyi pártfogását. Ennek jeléül a klub nevébe belekerült a Real (spanyolul király) szó és a klub címerének tetejére a spanyol királyi korona. Ettől fogva a csapat neve Real Sporting Club Gijonés lett. 1916-ban megkapta a klub a mai nevét, a Real Sporting de Gijónt. Franco tábornok intézkedése nyomán 1941-től a '70-es évekig Real Gijón lett a csapat neve. Franco vezetése idején megtiltotta a spanyol kluboknak, hogy külföldi eredetű nevük legyen.
1944-ben a klub története során először jutott fel a Primera Divisiónba. Ezután az első és a második ligában szerepeltek különösebb nagy eredmény nélkül. A '70-es évek végén és a '80-as évek elején érték el a legnagyobb sikereiket, többször harcban voltak a bajnoki elsőség és a Copa del Rey megszerzéséért. Végül a végső győzelmet még egyszer sem sikerült elérniük. Ebben a korszakban kezdődött a legjobb sorozatuk, 21 évig folyamatosan a Primera Divisiónban indult a klub és ez az idő alatt többször indulhatott az UEFA Kupában. Európa második számú kupasorozatában négyszer jutottak be legjobb 32 közé és kétszer a legjobb 16 közé, utoljára 1991-92-es szezonban.
1998-ban egy borzalmas szezon után ismét a Segunda Divisiónba kerültek. 11 szezon után viszont 2008-ban visszakerültek az első osztályba. A 2008-2009-es idényt már Európa egyik legnagyobb bajnokságában kezdik.
A Sporting Gijón legnagyobb riválisa a Real Oviedo. A kettejük közötti mérkőzéseket asztúriai derbinek hívják.

## Jelenlegi keret
2016. augusztus 23. szerint.
| #  |     | Poszt | Név                                     |
| -- | --- | ----- | --------------------------------------- |
| 1  | ESP | K     | Iván Cuéllar (csapatkapitány-helyettes) |
| 2  | BRA | V     | Douglas (kölcsönben a Barcelonatól)     |
| 3  | MTQ | V     | Jean-Sylvain Babin                      |
| 4  | ESP | V     | Jorge Meré                              |
| 5  | VEN | V     | Fernando Amorebieta                     |
| 6  | ESP | KP    | Sergio Álvarez                          |
| 7  | ESP | KP    | Víctor Rodríguez                        |
| 8  | ALG | KP    | Rachid Aït-Atmane                       |
| 9  | ESP | CS    | Carlos Castro                           |
| 10 | ESP | KP    | Nacho Cases                             |
| 11 | ESP | V     | Alberto Lora (csapatkapitány)           |
| 13 | ESP | K     | Diego Mariño                            |

| #  |     | Poszt | Név                                     |
| -- | --- | ----- | --------------------------------------- |
| 14 | ESP | KP    | Burgui (kölcsönben a Real Madridtól)    |
| 15 | ESP | V     | Roberto Canella                         |
| 16 | ESP | V     | Lillo                                   |
| 17 | QAT | CS    | Akram Afif (kölcsönben a Villarrealtól) |
| 18 | ESP | V     | Isma López                              |
| 19 | ESP | KP    | Carlos Carmona                          |
| 20 | CMR | KP    | Dani Ndi                                |
| 21 | ESP | KP    | Xavi Torres                             |
| 23 | ESP | KP    | Moi Gómez                               |
| 24 | CRO | CS    | Duje Čop (kölcsönben a Cagliaritól)     |
| 25 | ESP | CS    | Borja Viguera                           |
| 30 | ESP | K     | Óscar Whalley                           |

## Statisztika
- Primera División második: 1979.
- Copa del Rey második: 1981, 1982.

- 36 szezon a Primera Divisiónban.
- 41 szezon a Segunda Divisiónban.

## Kapcsolódó linkek
Hivatalos honlap